# Kościół św. Bartłomieja Apostoła w Smólniku
Kaplica św. Bartłomieja Apostoła w Smólniku – rzymskokatolicka kościół parafialny w Smólniku, w gminie Włocławek, w województwie kujawsko-pomorskim. Funkcjonuje przy nim parafia pod tym samym wezwaniem.

## Historia

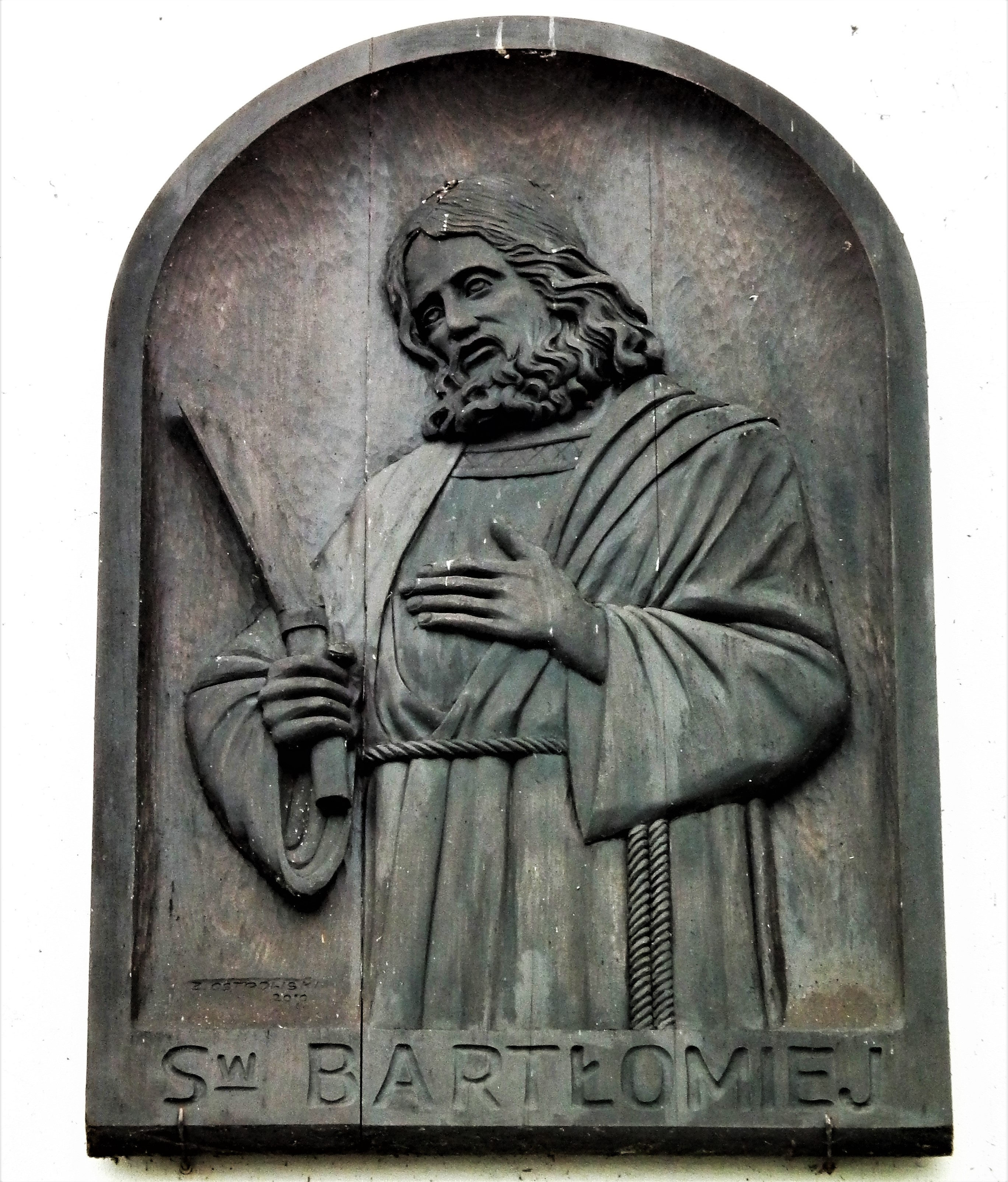
Płaskorzeźba św. Bartłomieja

Pierwotnie siedzibą parafii była Wistka Szlachecka. Powstała ona w latach 1494-1496, a erygowana była przez biskupa włocławskiego Krzesława Kurozwęckiego przy kościele ufundowanym przez lokalnych dziedziców - Kretkowskich. Pierwsze wezwanie kościoła miało imię św. Stanisława i Niepokalanego Poczęcia NMP, następnie za patrona uważano św. Jakuba, a w końcu (od 1594) patronem jest św. Bartłomiej Apostoł. Pierwszą, drewnianą świątynię w Wistce zniszczyli Szwedzi około 1650. Do 1788 kościół nie funkcjonował, a wierni przyłączeni zostali do włocławskiej parafii św. Jana Chrzciciela. Na przełomie XVII i XVIII wieku wybudowano kaplicę w Dobiegniewie, gdzie uczęszczała część wiernych, a także korzystali z niej innowiercy. Dziedzic Andrzej Zboiński odbudował wistecki kościół w 1788. Od 1871 rezydował tam samodzielny proboszcz. Drewnianą świątynię rozebrali naziści niemieccy w 1942. 
Wierni po zakończeniu II wojny światowej korzystali z poprotestanckiej świątyni w Ładnem. W latach 1947–1948 przerobiono na kaplicę dawną plebanię w Wistce, ale kościół parafialny nigdy nie został tu przywrócony, do czego przyczyniły się zmiany w osadnictwie związane z budową jeziora Włocławskiego. 
Po pertraktacjach z komunistami, jako wieś parafialną wybrano Smólnik. Nowy kościół zaprojektował Aleksander Holas z Poznania, a wybudowano go w stylu modernistycznym w latach 1969-1974. Betonowo-ceglaną, krytą blachą świątynię konsekrował biskup Jan Zaręba. Ołtarz oraz ambonę wykonano z marmuru. Przednią ścianę zdobi płaskorzeźba eucharystyczna, którą wykonał Antoni Bisage z Włocławka. Obiekt remontowano w 2006, co wpłynęło m.in. na odmianę wizerunku elewacji zewnętrznych. 23 sierpnia 2008 biskup Wiesław Mering poświęcił witraż w prezbiterium (proj. Adam Wuttke z Bielska-Białej).